# Signe d'Archibald
Pour les articles homonymes, voir Archibald.
Le signe d'Archibald (également connu sous le nom de signe du métacarpien d'Archibald) est une variante anatomique de la main définie par un raccourcissement des quatrième ou/et cinquième métacarpiens lorsque le poing est fermé. Il doit son nom à l'endocrinologiste pédiatrique américain Reginald M. Archibald (1910-2007).

## Causes
Les causes de ce signe, décrit en 1959 par trois médecins endocrinologistes dont seul le premier en est l'éponyme, sont inconnues. On sait cependant qu'il est plus fréquent en association avec certaines affections génétiques souvent malformatives : le syndrome de Turner, la maladie d'Albright (pseudohypoparathyroïdisme de type Ia), la brachydactylie, l'acrodysostose, et plus rarement l'homocystinurie.